# 1921–1922-es NHL-szezon
Az 1921–1922-es NHL-szezon az ötödik National Hockey League szezon volt. Négy csapat egyenként 24 mérkőzést játszott. Az előző négy idényben a Pacific Coast Hockey Association (PCHA) nevű ligából jött legjobb csapattal küzdött meg az NHL-es csapat a Stanley-kupáért. Ez ebben az idényben megváltozott, ugyanis egy újabb liga is harcba szállt a Stanley-kupáért: ez pedig a Western Canada Hockey League (WCHL) volt.

## Az alapszakasz
Az év sztárja Punch Broadbent volt, aki 16 egymást követő mérkőzésen betalált az ellenfelek hálójába.

## Tabella
Megjegyzés: a vastagon szedett csapatok bejutottak a rájátszásba
| National Hockey League | MSz | Gy | V  | D | P  | SzG | KG  | B   |
| ---------------------- | --- | -- | -- | - | -- | --- | --- | --- |
| Ottawa Senators        | 24  | 14 | 8  | 2 | 30 | 106 | 84  | 99  |
| Toronto St. Patricks   | 24  | 13 | 10 | 1 | 27 | 98  | 97  | 114 |
| Montréal Canadiens     | 24  | 12 | 11 | 1 | 25 | 88  | 94  | 174 |
| Hamilton Tigers        | 24  | 7  | 17 | 0 | 14 | 88  | 105 | 76  |

## Kanadai táblázat
| Játékos          | Csapat               | MSz | G  | A  | P  | B  |
| ---------------- | -------------------- | --- | -- | -- | -- | -- |
| Punch Broadbent  | Ottawa Senators      | 24  | 32 | 14 | 46 | 24 |
| Cy Denneny       | Ottawa Senators      | 22  | 27 | 12 | 39 | 18 |
| Cecil Dye        | Toronto St. Patricks | 24  | 30 | 7  | 37 | 18 |
| Joe Malone       | Hamilton Tigers      | 24  | 25 | 7  | 32 | 2  |
| Harry Cameron    | Toronto St. Patricks | 24  | 19 | 8  | 27 | 18 |
| Corbett Denneny  | Toronto St. Patricks | 24  | 19 | 7  | 26 | 28 |
| Reg Noble        | Toronto St. Patricks | 24  | 17 | 8  | 25 | 10 |
| Odie Cleghorn    | Montréal Canadiens   | 23  | 21 | 3  | 24 | 26 |
| Sprague Cleghorn | Montréal Canadiens   | 24  | 17 | 7  | 24 | 63 |
| Leo Reise        | Hamilton Tigers      | 24  | 9  | 14 | 23 | 8  |

## Kapusok statisztikái
| Játékos         | Csapat               | MSz | JI   | Gy | V  | D | KG  | SO | KGÁ  |
| --------------- | -------------------- | --- | ---- | -- | -- | - | --- | -- | ---- |
| Ivan Mitchell   | Toronto St. Patricks | 2   | 120  | 2  | 0  | 0 | 6   | 0  | 3.0  |
| Clint Benedict  | Ottawa Senators      | 24  | 1510 | 14 | 8  | 2 | 84  | 2  | 3.34 |
| Georges Vézina  | Montréal Canadiens   | 24  | 1469 | 12 | 11 | 1 | 94  | 0  | 3.84 |
| John Ross Roach | Toronto St. Patricks | 22  | 1340 | 11 | 10 | 1 | 91  | 0  | 4.07 |
| Howie Lockhart  | Hamilton Tigers      | 24  | 1409 | 6  | 17 | 0 | 103 | 0  | 4.39 |

## Stanley-kupa rájátszás

### NHL-bajnoki döntő
Az Ottawa nyerte az alapszakaszt, de az O'Brien-trófeáért folytatott két mérkőzéses csatában alul maradt a Torontoval szemben. Így kialakult a Vancouver Millionaires vs. Toronto St. Patricks Stanley-kupa döntő.
Toronto St. Patricks vs. Ottawa Senators
| Dátum       | Csapat               | Eredmény | Csapat          | Eredmény | Megjegyzés |
| ----------- | -------------------- | -------- | --------------- | -------- | ---------- |
| Március 11. | Toronto St. Patricks | 5        | Ottawa Senators | 4        |            |
| Március 13. | Toronto St. Patricks | 0        | Ottawa Senators | 0        |            |

5–4-es összesítésben a Toronto nyerte a sorozatot

### Stanley-kupa
Vancouver Millionaires vs. Toronto St. Patricks
| Dátum       | Otthon                 | Eredmény | Idegenben              | Eredmény | Megjegyzés |
| ----------- | ---------------------- | -------- | ---------------------- | -------- | ---------- |
| Március 17. | Toronto St. Patricks   | 3        | Vancouver Millionaires | 4        |            |
| Március 20. | Vancouver Millionaires | 1        | Toronto St. Patricks   | 2        | (Hossz.)   |
| Március 23. | Toronto St. Patricks   | 0        | Vancouver Millionaires | 3        |            |
| Március 25. | Vancouver Millionaires | 0        | Toronto St Patricks    | 6        |            |
| Március 28. | Vancouver Millionaires | 1        | Toronto St. Patricks   | 5        |            |

Az öt mérkőzésből álló párharcot (három győzelmig tartó sorozatot) a Toronto nyerte 3–2-re, így ők lettek a Stanley-kupa győztesei

### A rájátszás legjobbja
| Játékos  | Csapat               | MSz | G  | A | P  | B |
| -------- | -------------------- | --- | -- | - | -- | - |
| Babe Dye | Toronto St. Patricks | 7   | 11 | 1 | 12 |   |

## NHL-díjak
- O'Brien-trófea – Toronto St. Patricks

## Debütálók
- Billy Boucher, Montréal Canadiens
- Frank Boucher, Ottawa Senators
- King Clancy, Ottawa Senators
- John Ross Roach, Toronto St. Patricks